# Csíkmadaras
Csíkmadaras (románul Mădăraș, németül: Neuhammer in der Tschik) falu Romániában Hargita megyében, Csíkmadaras község központja. Közigazgatásilag 2002 áprilisától lett önálló, azelőtt Csíkdánfalva községhez tartozott.

## Fekvése
Csíkszeredától 16 km-re északra, Gyergyószentmiklóstól délre 36 km távolságra fekszik a Hargita-hegység és a Csíki-havasok által körülzárt medencében az Olt folyó mentén.

## Nevének eredete
Nevét madarakban gazdag területéről kaphatta, de lehet, hogy solymászok faluja volt.

## Története
Nevét 1332-ben említik először, de nevének első hiteles okleveles említése 1567-ből való egy 25 dénáros adólajstromból, amelyben Csíkmadarason 30 kaput és 4 adómentes hámorost írtak össze.
A hagyomány szerint a falu eredetileg a Hámorkertben (Fejedelem kertje) települt. Lakói egykor vas és higanybányászattal foglalkoztak, ami fejedelmi monopólium volt. Nyugati határrészét ma is Hámornak, illetve Fejedelem Kertjének nevezik. Lakói szállították a vasércet Hámorra, ahol a vasolvasztást a dánfalviak végezték.
A 18. században kifogyott a vas, ekkor  a felcsíki fazekasság központja, híres fazekasfalu lett. Az itt készített mindennapi használatú edényeket kezdetben Moldva lakosai is a csíkmadarasi fazekasoktól szerezték be, akik cserekereskedelem formájában; az otthon nem, vagy alig termő gabonafélékért (kukorica, búza) és borért látogatták Moldva vidékét. Azt, hogy már a 19. században is milyen fontos piaca volt ez a csíki edényeknek, az is mutatja, hogy a század vége felé életbe léptetett határvám idején több madarasi fazekas is moldvai területre, a közeli Gyimespalánkára költözött át mestersége folytatása céljából. A 19. század végére azonban ez a híres fazekasság is megszűnt a faluban.
Gazdag termálvízkészletei, kiaknázatlan vas és andezit telepei vannak. 1910-ben 2250 magyar lakosa volt. A trianoni békeszerződésig Csík vármegye Felcsíki járásához tartozott.
Csíkmadaras 2002-től lett önálló település, addig közigazgatásilag Csíkdánfalvához tartozott.

## Nevezetességek
- Római katolikus templom - építését 1796-ban kezdték meg, (előtte kápolnába jártak a hívek, ami a mai templom helyén volt) 1802-re épült fel a templom, egy év múlva bezárták a rosszul sikerült építési munkálatok miatt, majd 1819-től végeztek rajta ismét javításokat, 1829. június 29-én, Szent Péter és Pál ünnepén szentelték fel. 1909-ben észrevették, hogy újra megrepedtek a falak és 1912-ben másodszorra zárták be a templomot, 1914 őszén nyitották ki újra a hívek előtt.

A főoltár szobrai: Szűz Mária szobra középen, kétoldalt Szent Péter és Szent Pál apostolok szobrai, a mellékoltáron lévő két nagy festményen Nepomuki Szent János, és a Szent Kereszt láthatóak. A templom körül 1906-ban várszerű kőkerítés épült, ehhez 160 szekér követ használtak fel.
A templom sekrestyéjének kő ajtókeretén székely rovásírás jelek láthatók, keresztelő medencéje 1743-ból származik.
- II. világháborús Hősök Emlékműve
- Maniu - gárdisták Áldozatainak Emlékoszlopa
- Kiss Ferenc Emlékműve, Szervatiusz Tibor alkotása
- Babamúzeum 1920-tól napjainkig mutatja be a csíkmadarasi népviseletet
- 100 éves vízimalom
- ásványvízforrások
- Szent Antal kápolna, a Fejedelem kertjében áll, 1992-ben épült a régi kápolna romjaira. A falu határától 3 km-re, a Madarasi-Hargita lábánál található.
- Határában van a Hargita-hegység legmagasabb csúcsa az 1801 m magas Madarasi-Hargita.

## Híres emberek
- Itt született 1825-ben Kiss Ferenc katonai szakíró, 48-as honvédfőhadnagy, egyetemi tanár.
- Itt született 1882-ben Cs. Bogács Dénes helytörténész.
- Itt él Tankó-Molnár Mária Terézia, tanítónő, értékmentő. A helyi népviselet életben tartója. (A babamúzeum tulajdonosa)

## Testvértelepülések
- Apostag, Magyarország
- Madaras, Magyarország
- Rábagyarmat, Magyarország
- Ádánd, Magyarország
- Tárnok, Magyarország